# OCEAN BREEZE
『OCEAN BREEZE』（オーシャン・ブリーズ）は、日本のギタリストである高中正義が1982年6月1日にリリースした2枚目のライブ・アルバムである。

## 概要
1980年に発売された『SUPER TAKANAKA LIVE!』以来約2年ぶりのライブ・アルバム。
高中のライブツアー『POWER PLAY80』『POWER PLAY81』を収めたライブ・アルバムである。

## 収録曲

### A面
| 全作曲・編曲: 高中正義。 |                   |       |            |      |
| #                        | タイトル          | 作詞  | 作曲・編曲 | 時間 |
| 1.                       | 「MEDLEY」        |       | 高中正義   | 7:42 |
| 2.                       | 「PLASTIC TEARS」 |       | 高中正義   | 5:09 |
| 3.                       | 「THUNDER STORM」 |       | 高中正義   | 5:09 |
| 合計時間:                | 合計時間:         | 18:00 |            |      |

### B面
| 全作曲・編曲: 高中正義。 |                    |       |            |      |
| #                        | タイトル           | 作詞  | 作曲・編曲 | 時間 |
| 1.                       | 「SOON」           |       | 高中正義   | 6:13 |
| 2.                       | 「FINGER DANCIN'」 |       | 高中正義   | 4:06 |
| 3.                       | 「HEARTACHE」      |       | 高中正義   | 5:41 |
| 4.                       | 「TROPIC BIRDS」   |       | 高中正義   | 6:32 |
| 合計時間:                | 合計時間:          | 22:32 |            |      |

## 楽曲解説

### A面
1. MEDLEY
  - 高中が発表した楽曲[注釈 1] をメドレー形式にしたもの。楽曲は以下の通り。

  1. BELEZA PULA
    - オリジナルは1978年に発売されたアルバム『BRASILIAN SKIES』に収録されている。

  2. トーキョーレギー
    - オリジナルは1976年に発売されたアルバム『SEYCHELLES』に収録されている。

  3. I REMEMBER YOU
    - オリジナルは1977年に発売されたアルバム『TAKANAKA』に収録されている。

  4. RADIO RIO
    - オリジナルは1979年に発売されたアルバム『JOLLY JIVE』に収録されている。

  5. TAJ MAHAL
    - オリジナルは1979年に発売されたアルバム『JOLLY JIVE』に収録されている。

  6. SUMMER BREEZE
    - オリジナルは1977年に発売されたアルバム『TAKANAKA』に収録されている。

  7. 伊豆甘夏納豆売り
    - オリジナルは1978年に発売されたアルバム『BRASILIAN SKIES』に収録されている。

  8. SEXY DANCE
    - オリジナルは1977年に発売されたアルバム『AN INSATIABLE HIGH』に収録されている。

  9. 憧れのセーシェル諸島
    - オリジナルは1976年に発売されたアルバム『SEYCHELLES』に収録されている。

  10. SWEET AGNES
    - オリジナルは1977年に発売されたアルバム『TAKANAKA』に収録されている。

  11. EXPLOSION
    - オリジナルは1979年に発売されたアルバム『JOLLY JIVE』に収録されている

  12. OH! TENGO SUERTE
    - オリジナルは1976年に発売されたアルバム『SEYCHELLES』に収録されている。

  13. MAMBO NO.5 (DISCO DANGO)
    - キューバの作曲家であるペレス・プラードが1949年年に発表した楽曲のカバー。高中のカバーバージョンは1977年に発売されたアルバム『TAKANAKA』に収録されている。

  14. M5
    - オリジナルは1977年に発売されたアルバム『AN INSATIABLE HIGH』に収録されている。

  15. ブラジルの水彩画
    - ブラジルの作曲家であるアリ・バローソが1939年に発表した楽曲のカバー。
2. PLASTIC TEARS
  - オリジナルは1980年に発売されたミニ・アルバム『FINGER DANCIN'』に収録されている。
3. THUNDER STORM
  - オリジナルは1981年に発売されたアルバム『虹伝説 THE RAINBOW GOBLINS』に収録されている。

### B面
1. SOON
  - オリジナルは1981年に発売されたアルバム『虹伝説 THE RAINBOW GOBLINS』に収録されている。
2. FINGER DANCIN'
  - オリジナルは1980年に発売されたミニ・アルバム『FINGER DANCIN'』に収録されている。
3. HEARTACHE
  - オリジナルは1980年に発売されたミニ・アルバム『FINGER DANCIN'』に収録されている。
4. TROPIC BIRDS
  - オリジナルは1976年に発売されたアルバム『SEYCHELLES』に収録されている。

## 参加ミュージシャン
- Guitar：是方博邦（POWER PLAY81のみ）
- Keyboard：石川清澄
- Latin Percussion：菅原裕紀
- Guitar：TAKANAKA
- Drums：宮崎まさひろ
- Keyboard：小林 Mimi
- Bass：田中章弘
- Latin Percussion：木村誠